# Компютърно-базирано оценяване
Компютърно-базирано оценяване (на английски: Computer-based assessment) Този термин описва всяко оценяване на постигнатите знания, което се управлява от компютър.
Компютърно базираното оценяване (КБО) се разглежда обикновено като форма на оценяване, при което задачите за обучаемите и последващото оценяване на тяхното изпълнение се предоставят от компютър. Или казано с други думи това е оценяване, при което извършващите наблюдението и анализа на резултатите на изпитваните и оценяваните са разделени в пространството и/или във времето. При КБО извършването на оценяването на отговорите, дадени от изпитваните, задължително се извършва от компютърна система.
Компютрите предоставят огромни възможности за събиране и управляване на големите количества данни от оценяването. Основната цел на внедряването на компютрите в процеса на оценяване е да се развият задачи, които да предоставят повече информация за мисловния процес, задачи които са трудно постижими със стандартните тестове, като например тестовете с въпроси от тип многовариантен избор (multiple-choice).
КБО притежава всички характеристики и изпълнява същите роли като стандартното оценяване, но наред с това има и много предимства.